# Sunfish (& Other Stories on Green Lake)
Pour les articles homonymes, voir Sunfish.
Pour plus de détails, voir Fiche technique et Distribution.
Sunfish (& Other Stories on Green Lake) est un film dramatique américain écrit et réalisé par Sierra Falconer et dont la sortie est prévue en 2025. 
En quatre épisodes interconnectés, le drame suit les habitants d'une petite ville du Michigan, dont les chemins se croisent au bord du Green Lake. 
La première mondiale du premier film doit avoir lieu au Sundance Film Festival 2025.

## Intrigue
Lors d'un été dans la petite ville américaine d'Interlochen, dans le Michigan, les vies de plusieurs personnes se croisent à Green Lake, dont celle d'une fille qui apprend à naviguer et d'un garçon en difficulté. L'accent est également mis sur la coexistence de deux sœurs qui proposent des chambres d'hôtes. Pendant ce temps, un pêcheur au bord du lac se prépare à réaliser la prise de sa vie.

## Fiche technique
- Titre original : Sunfish (& Other Stories on Green Lake)
- Réalisation : Sierra Falconer
- Scénario : Sierra Falconer
- Photographie : Marcus Patterson
- Montage : Chelsi Johnston
- Musique : Brian Steckler
- Costumes : Ruth Araujo
- Production :
- Sociétés de production :
- Pays de production : États-Unis
- Langue originale : anglais
- Format : couleur
- Genre : drame
- Durée : 87 minutes
- Dates de sortie (Dates sujettes à modification)[2] :
  - États-Unis : janvier 2025 (festival du film de Sundance)

## Distribution
- Dominic Bogart : Finn
- Jonathan Stoddard : John
- Michela Luci : Holly
- Brooke Butler : Caroline
- Wayne Duvall : Chip
- Adam LeFevre : Bruce
- Marceline Hugot : Julie
- Karsen Liotta : Annie
- Emily Hall : Robin
- Lauren Sweetser : Jen
- Bryant Carroll : Boss
- Maren Heary : Lu
- Jim Kaplan : Jun
- Luke Barnett : Garret
- Craig Nigh : Dan
- Jaime Gallagher : Stella
- Giovanni Mazza : Enzo
- Marshall Dancing Elk Lucas : Camp Staffer
- Jared Canfield : Adam
- Tenley Kellogg : Blue Jay
- Hadley Durkee : Natalie
- Bella Shaw : Heather
- Mercedes Marcial : Selma
- Ethan Stoddard : Henry
- Clayton Hoff : Hayes
- Joe Anthony Gordon : Anthony
- Peter Knox : Ross

## Publication
Sunfish (& Other Stories on Green Lake) sera présenté en première lors de la 41e édition à partir de janvier 2025. Première du Festival du film de Sundance. Là, l'œuvre a été invitée à la compétition principale des longs métrages américains (« US Dramatic Competition »). Dans leur catalogue en ligne, les organisateurs ont salué l'entrée comme un « portrait vivant de la vie d'une petite ville » et ont félicité Falconer pour son « premier long métrage sensible » et le travail de caméra de Marcus Patterson. Le responsable du programme, Kim Yutani, a salué le film épisodique comme l'une des — vraies découvertes — de l'année du festival.

## Récompenses
Sunfish (& Other Stories on Green Lake) a reçu une invitation à concourir pour le grand prix du meilleur long métrage américain au Festival du film de Sundance 2025.